# 三叉山事件
三叉山事件是指1945年9月10日，即第二次世界大戰日本宣布投降後不久，於臺灣發生的空難與山難。一架從沖繩起飛，載滿釋放的美軍俘虜軍機前往菲律賓马卡蒂，在飛越臺灣中央山脈南段的三叉山東北方時，受颱風影響而墜毀，機上25名人員全數罹難。當時仍統轄臺灣的日本應美方委託，組成搜救隊入山搶救，途中遇上另一颱風過境，惡劣天候造成26名搜救隊員身亡。

## 沿革

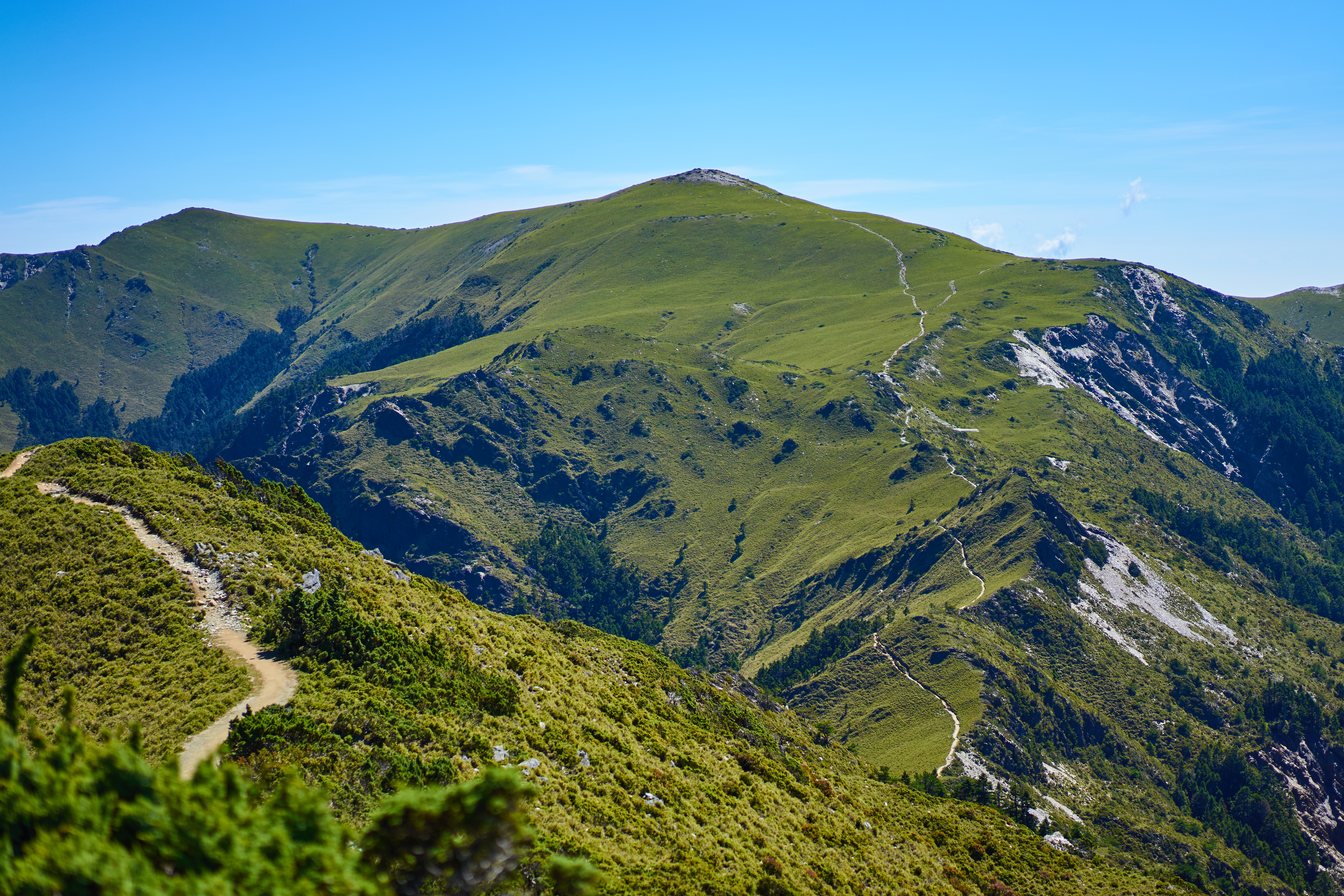
三叉山屬於中央山脈一部分，海拔約3,496公尺。

### 墜毀
1945年8月15日，日本無條件投降，太平洋戰爭結束。9月10日上午8點半，3架美國B-24轟炸機自沖繩那霸市讀谷輔助機場起飛，載送甫自日本俘虜營釋放的盟軍戰俘至菲律賓呂宋島马卡蒂尼爾森機場，然後再依據國籍分乘船隻或飛機返國。其中一架序號44-42052、別名「清算者號」（Liquidator）的B-24M機上除5名機組人員外另載11名美國人、4名荷蘭人和5名澳洲人。該機隸屬於第494重轟炸機大隊、第866轟炸機中隊。1945年6月甫隨隊自帛琉安加爾機場移防沖繩，在戰爭結束後轉為代用運輸機，執行馬尼拉與東京之間的物資和人員運輸。
另兩架機型為B-24J，分別為序號44-40666，與「清算者號」同屬866中隊的「悲慘世界號」（Les Miserables），以及來自第11重轟炸機大隊、第98轟炸機中隊，序號44-40491的「金妮號」（Ginny）。與「清算者號」一樣，「悲慘世界號」和「金妮號」也都載有5名機組人員及20名盟軍戰俘。
在飛行途中，「清算者號」、「悲慘世界號」和「金妮號」遭遇中度颱風烏蘇拉的影響而偏航，其中「金妮號」失蹤，「悲慘世界號」在臺灣西南50浬處墜海，機上5名機組員和8名戰俘獲救，其餘12名戰俘罹難。「清算者號」在臺灣臺東廳關山郡北端之三叉山東北方約6公里處失蹤。該機因撞山爆炸而解體，部份殘餘機體在飛行4公里後，墜毀於拉庫音溪源頭谷地。
包括「清算者號」、「悲慘世界號」和「金妮號」在內，烏蘇拉颱風在同日共導致6架載送戰俘的美國運輸機失事，計有120名官兵喪生，包括前盟軍戰俘和運輸機的機組人員。另有23名地面官兵在風災中喪生。
9月15日，關山郡山地霧鹿警察駐在所警部補城戶八十八，接獲布農人報告，考慮到事態嚴重性，城戶警部補透過電話告知臺東廳警務課，由臺東廳經臺灣總督府通知美國軍方，請求制定處理方針。

### 機組成員
事發時，「清算者號」機上的乘客和機組人員名單如下：。
- 機組人員[Note 1]
  - O-715399 - 查爾斯·C·斯克魯格斯中尉（1st Lt. Charles C. Scruggs），正駕駛[9]
  - O-925827 - 查爾斯·A·巴爾康姆少尉（2nd Lt. Charles A. Balcom），副駕駛[9]
  - T131846 - 威廉·D·瓊斯飛行官（F/O William D.Jones），領航員暨機首砲手[9]
  - 34799372 - 約翰·D·德納姆中士（Sgt. John D.Denham），飛行工程師暨頂塔砲手[9]
  - 37565964 - 喬治·E·麥克法蘭中士（Sgt. George E. McFarlane），無線電手[9]
- 美國戰俘
  - 19054413 - W·J·華森上等兵（Pfc. W. J. Watson）[9]
  - 14042312 - 威廉·J·托馬斯上士（S/Sgt. William J. Thomas）[9]
  - 18050020 - 班·F·戴維斯上等兵（Pfc. Ben F. Davis）[9]
  - 17010090 - 羅伯特·J·威爾遜列兵（Pvt.[Note 2] Robert J. Wilson）[9]
  - 18045741 - 埃爾伯特·E·魏德下士（Cpl. Elbert E. Wade）[9]
  - 12007085 - 亞瑟·布里爾列兵（Pvt. Arthur Brill）[9]
  - 16003943 - 赫伯特·J·加布斯基上等兵（Pfc. Hobert J. Gabski）[9]
  - 14056710 - 詹姆斯·R·懷亞特列兵（Pvt. James R. Wyatt）[9]
  - 6557283 - 托馬斯·L·克拉默中士（Sgt. Thomas L. Cramer）[9]
  - 19010290 - 吉姆·M·瑟恩斯伯瑞中士（Sgt. Jim M. Thornsbery）[9]
  - 15047583 - 德克斯特·J·霍隆列兵（Pvt. Dexter J. Hollon）[9]
- 荷蘭戰俘
  - V13644 - P. H. 溫格迪伍水兵（Sailor P. H. Wingerdew）[9]
  - V96498 - 優布·貝爾森軍醫下士（Kpl. MGD[Note 3] Job Belzen） - 安葬於西灣國殤紀念墳場，4.N.4號墓[9]
  - 90334 - 安東尼烏斯·伯納德斯·歐文斯砲兵中士（Sergt. Art. Antonius Bernardus Ouwens） - 安葬於西灣國殤紀念墳場，4.N.6號墓[10][9]
  - 93362 - 丹尼爾·科爾內利斯·德克列兵（Sld. Daniel Cornelis Dekker） - 安葬於西灣國殤紀念墳場，4.N.5號墓[9]
- 澳洲戰俘
  - NX60056 - 艾爾伯特·亞瑟·詹姆斯中士（Sgt. Albert Arthur James）- 第2/19營[Note 4]（隸屬第8澳洲師第22旅） - 安葬於西灣國殤紀念墳場，6.A.2號墓，他是澳洲和英國電視節目主持人克萊夫·詹姆斯（英语：Clive James）的父親。[11][12][13][14]
  - NX35741 - 理查德·湯瑪斯·諾伯爾上士（S/Sgt. Richard Thomas Noble） - 第2/30營（隸屬第8澳洲師第27旅） - 安葬於西灣國殤紀念墳場，6.A.3號墓[15][9]
  - VX35009 - 哈利·羅傑森二級准尉（WO2 Harry Rogerson） - 第2/29營（隸屬第8澳洲師第27旅） - 安葬於西灣國殤紀念墳場，6.A.4號墓[9]
  - VX58497 - 羅納德·西蒙斯·庫珀砲手/列兵（Gunner[Note 5] Ronald Simmons Cooper） - 澳洲皇家砲兵第2/4反戰車團 - 安葬於西灣國殤紀念墳場，6.A.5號墓[9]
  - SX10013 - 傑克·李文斯頓·吉爾丁下士（Cpl. Jack Livingstone Gilding）- 第8澳洲師彈藥分隊（補給連） - 安葬於西灣國殤紀念墳場，6.A.6號墓[9]

## 搜救
當美方決定組團前往臺東失事現場時，其抵達之前，委託日本憲兵隊和臺東廳警務課先行進行搜尋與收屍埋葬工作，以便美軍後續處理。臺東廳警務課收到指示後，命令關山郡警察課（現臺東縣警察局關山分局）成立第一陣搜索隊。該隊由警官2名、憲兵3名以及布農壯丁3名等共計8名成員組成，指派在霧鹿地區駐留長達16年的警部補城戶八十八擔任隊長。該隊伍於9月18日自霧鹿駐在所出發。於9月21日在3,000公尺處，中央山脈拉庫音溪源頭谷地找到失事飛機殘骸，確認25名乘員全部罹難，在殘骸附近搭建棲身的草寮後，展開移交給美軍前的準備工作。
由於曾計劃對遺體運送，但考慮天候與路況等因素，搬運變得困難。於是，美方決定遺體就地埋葬。然而，搜索隊未攜帶棺木，因此請求警務派人上山搬運。9月26日，第二陣搜索隊由關山庄挑選70名阿美族、平埔、福佬、客家等民壯，以及4名警察、15名憲兵組成，巡查部長落谷順盛擔任隊長，共89名成員，並於9月27日自新武路駐在所啟程入山進行運補任務。

### 颱風琴恩
9月29日，第二陣搜索隊從布農部落戒茂斯進入。由於地形崎嶇、人數眾多，該小組分為前、中、後三個小隊行動。前隊由熟悉地勢的布農族及阿美族成員組成。中隊和後隊則由日籍憲兵、巡查人員，以及部分體能較差阿美族、平埔族和漢族成員組成。然而，當第一陣與第二陣搜索隊在9月30日即將會合時，遇上另一中度颱風琴恩的外圍環流帶來的強降雨。由於雨勢增強，後隊帶隊班長劉金主和隊員撤回戒茂斯駐在所。同天清晨，在中隊的營地裡，巡查部長兼全隊隊長落谷順盛凍死在散兵坑。中隊隊員繼續前往空難現場，傍晚抵達新武呂溪的源頭谷地。位於空難現場的前隊考慮天色，整裝撤隊。在傍晚時各自找地方避雨。前隊離開後，待在原地的第一陣搜索隊由城戶撤離。
10月1日，琴恩繞經臺灣恆春半島南方外海，進入臺灣海峽。仍在山區的搜救隊員遭受重大傷亡。從新武呂溪源頭撤退的中隊有人不支倒臥。存活隊員在傍晚返回戒茂斯。前隊在高山稜線迷失回程方向，有人失溫死亡，部分渡過新武呂溪，傷亡最慘重的是人數較多的前隊，而第一陣搜索隊的生還者僅有憲兵曹長後山定1人。城戶在臨終時交代的收屍報告書、遇難者軍籍牌及遺物，後交由美方代表處理。
經確認，搜索隊共有26人死亡，包括12名阿美族、1名福佬族、1名客家人、1名平埔族、1名布農族、1名卑南族、2名日本警察，以及7名日本憲兵。10月3日，第二陣搜索隊前隊自吉木下山，下午時分抵達霧鹿。

### 後事
得知第一、二搜救隊遇難的消息，政府決定派遣第三支搜救隊進行救援。然而由於颱風過境，山區道路受到破壞，溪流洪水爆發，使得無法順利上山。直至10月5日，搜救隊才成功進入山區，並尋找罹難隊員遺體。找到遺體後，他們剁下手掌以作識別就地掩埋。而搜救隊將遺體帶回飛機失事地點，進行火化的儀式。針對殉職人員的部分在10月12日關山庄舉行公祭後落幕。
11月24日，美方代表來臺東確認死者身分，並在之後將其中22具遺體運回山下轉交美方，其中罹難的荷蘭與澳洲軍人遺體於1947年（或1948年）遷葬香港西灣國殤紀念墳場。當中荷蘭籍死者被安葬在4區N排，而澳洲籍死者則於1947年10月16日葬於6區A排，2至6號墓穴。其餘美軍死者則於1950年2月埋葬美國密蘇里州聖路易傑佛遜兵營國家公墓。
1992年，行政院農業委員會林務局在嘉明湖西南東畔建立避難屋，並在湖畔石堆內發現3具遇難者的骨骸，判斷是罹難的搜救隊員，在向知本溫泉區內忠義堂傳達發現遇難隊員情況後。有意將他們的遺骨迎回忠義堂祭祀。並請法師和背4個骨甕攜帶上山。經擲筊後，一行人將骨骸放入甕中就地安葬，並寫上「無名氏」。

## 紀念

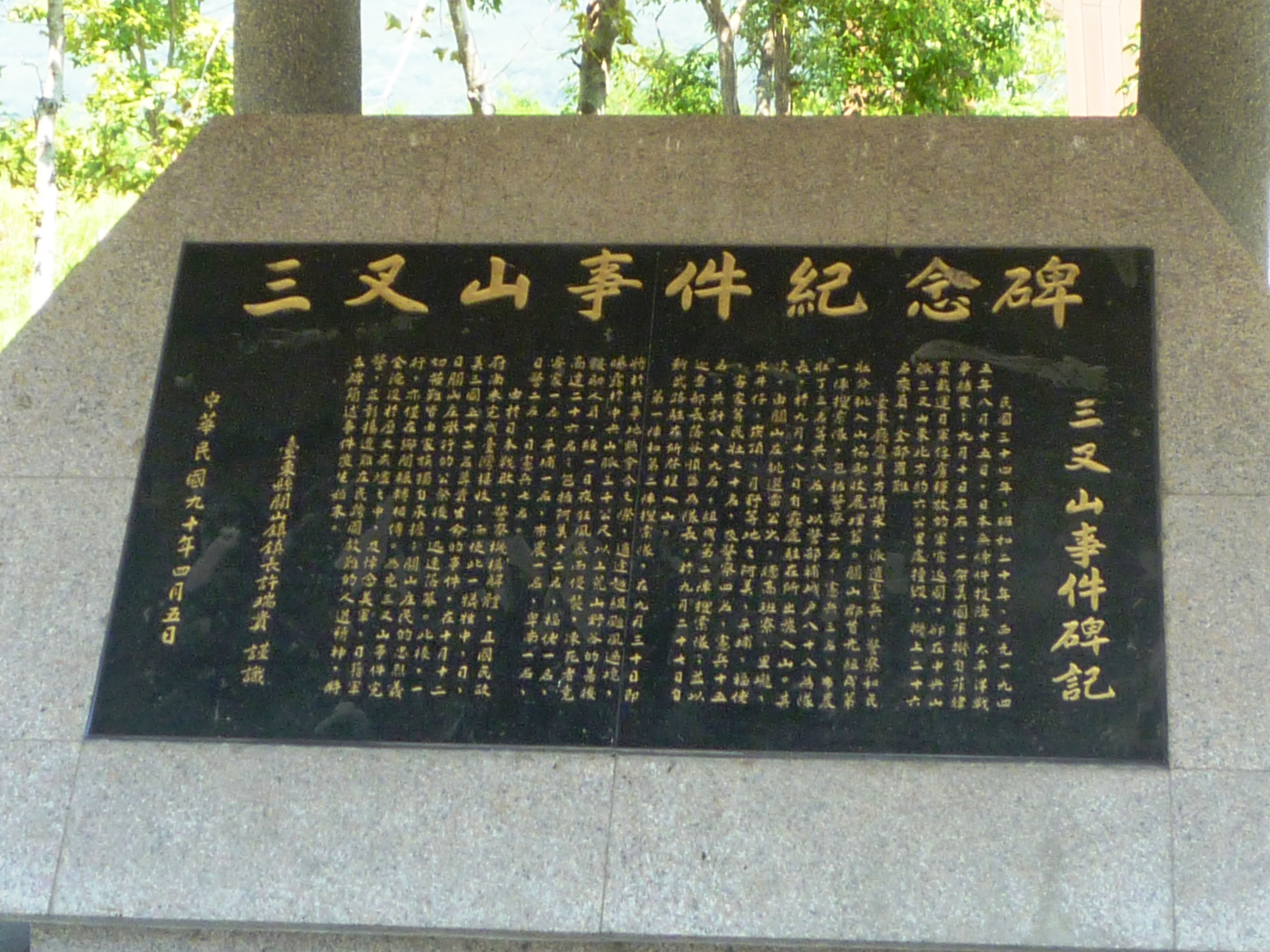
立於臺東縣關山鎮關山親水公園內的三叉山事件紀念碑。

目前兩處墜毀美軍機殘骸，主體在中央山脈主稜南二段舊路拉庫音溪源頭谷地，遺留物包括發動機和起落架等。另一處在新康橫斷連理山西峰下，殘骸量少，由於在新康橫斷山徑旁，較為山友所知。
1998年，關山鎮公所委託施添福教授編修鎮誌時關山編纂鎮誌時，發現這段三叉山歷史，但資料只有訪談紀錄。1999年，關山鎮鎮民代表張萬生關注這件山難。在由施添福整理資訊後，將其定名為「三叉山事件」。隨後親水公園的原住民文化廣場建立紀念碑。在2001年4月4日舉行揭碑儀式。因公殉職的日籍警察警部補城戶八十八兒子城戶嘉雄專程由日本搭機，來到親水公園的三叉山事件碑前獻花。
2017年，中華民國退役空軍少將劉瑞成和幾位民間人士組成探險隊，前往連理山西峰下挖出機槍、發動機排氣管和蒙皮等零件。
關山警察史跡文物館目前保存少數事發文物，為飛機上的氧氣筒。

## 以此事件為主題的作品
- 甘耀明長篇小說《成為真正的人》（2021年）[33]
- 朱和之長篇小說《當太陽墜毀在哈因沙山》（2024年）

## 外部連結
- 記者重返現場揭三叉山軍機墜毀神祕面紗| 中央通訊社 （页面存档备份，存于）
- 三叉山事件始末與反省 蔡振明、潘子欣、林永輝